# Біхар (каган)
Біхар або Вірхор (*д/н — бл. 755) — 5-й каган Хозарської держави у 730—755 роках.

## Життєпис
Походив з династії Ашина. Син кагана Ібузір Главана та вірменської аристократки Парсбіт (можливо, з династії Багратуні). На момент смерті батька близько 730 року був досить молодим. Тому владу зуміла перехопити його мати. В цей час тривала війна з Арабським халіфатом. Після успіхів 730 року хозари зазнали поразок у 731 році, тому 732 року було укладено мирний договір. Скориставшись цим, Біхар відсторонив матір від влади. Того ж року уклав союз із візантійським імператором Костнятином V, за якого видав свою доньку Чичак.
У 737 році почалася нова війна з халіфатом. Цього разу було атаковано союзників кагана Біхара. Намісник Азербайджану і Аррану Марван вдерся до Грузії, а потім завдав поразки албанцям і хозарам. На чолі 150-тисячної армії раптово вторгся в Хозарію одночасно через Дербент і Дар'ял. Війська взяли штурмом столицю хозарів Семендер, після чого стали переслідувати кагана, який відступав углиб своїх володінь. У гонитві за ним араби зайшли на північ далі, ніж коли-небудь, до «Слов'янської річки» — вочевидь Дону або Волги. У результаті нова армія хозар була розбита біля міста Ітиль — неподалік фортеці, що в арабських джерелах зветься аль-Байда. Каган Біхар був вимушений запросити миру. В обмін на збереження трону він прийняв іслам та визнав зверхність халіфату. Також столицю було перенесено з Семендеру до Ітиля.
Водночас союзник кагана, візантійський імператор Лев III у 740 році переміг арабів у Малій Азії, що полегшало становище Хозарії. У 744 році, скориставшись боротьбою за владу в халіфаті, Біхар зумів відновити самостійність. В середині каганату були здійснені масштабні переселення: з Північного Кавказу до Криму та Подоння переміщені групи напівосілих кочівників. У Подонні і басейні Сіверського Дінця, на кордоні зі слов'янськими племенами сіверян та вятичів, розселені алани з Кисловодської долини.
Водночас каганові довелося приборкувати народи, що здобули незалежність в часи послаблення каганата — слов'яни, волзькі булгари, алани. Це Біхару не вдалося до самої смерті, але зберіг вплив у Криму. Разом з тим посилюється розповсюдження ісламу, яке раніше було представлене лише арабськими купцями.
Водночас спільно з Візантією успішно діяв проти халіфату на Кавказі, чому сприяло послаблення останнього. Але у 752 році визнав владу арабів над Дербентом. Після цього розпочав політику союзу з Багдадським халіфатом.
У 752 році завдав поразки полянському союзу зі столицею у Києві, внаслідок чого поляни визнали владу кагана. Потім здійснено знищення племен уздовж Правобережжя Дніпра, зокрема зруйновано Пастирське городище.
До 755 року Біхар відновив зверхність над Волзькою Булгарією, племенами буртасів у середній течії Волги, скорено держави алано-булгар зі столицею в Салтовському городище (під Харковом, сучасна Україна). Помер Біхар близько 755 року, йому спадкував син Багатур.